# 4 Soccer Simulators
4 Soccer Simulators, scritto Four Soccer Simulators in alcune schermate, è una raccolta di quattro videogiochi di calcio precedentemente inediti, pubblicata a fine 1988 per i computer Amstrad CPC, Commodore 64, MS-DOS e ZX Spectrum dalla Codemasters.
Uscì al costo tipico di un videogioco singolo di fascia alta (una delle prime pubblicazioni a prezzo pieno della Codemasters, che all'epoca produceva invece titoli a basso costo), e ricevette giudizi molto variabili dalla critica.
Si cominciò a pubblicizzare la raccolta nel tardo 1988 come Pro Soccer Simulator, ma già a fine anno il titolo divenne quello definitivo. Erano pubblicizzate anche versioni per Amiga e Atari ST, mai realizzate.
La Codemasters pubblicò un gioco simile al calcio a 11 di 4 Soccer Simulators per la console NES, nella raccolta Super Sports Challenge, con il titolo Soccer Simulator.

## Modalità di gioco
La raccolta comprende tre varianti del calcio e un gioco d'azione sull'allenamento, che a sua volta è un insieme di minigiochi.
Le edizioni su floppy hanno un menù principale da cui si può scegliere quale gioco lanciare, mentre nelle edizioni su cassetta sono quattro programmi del tutto indipendenti.
Le tre varianti del calcio hanno campi e regole diversi, ma sono molto simili come funzionamento generale e come opzioni. Anche la grafica dei calciatori è sempre la stessa.
La visuale in questi tre giochi è dall'alto, con prospettiva inclinata, con il campo orientato in verticale, a scorrimento in tutte le direzioni.
Si giocano solo partite singole e possono partecipare da 1 a 4 giocatori (da 1 a 2 su Commodore 64), in modo competitivo oppure cooperativo controllando due calciatori nella stessa squadra.
Il giocatore controlla il calciatore più vicino alla palla, che viene evidenziato; quando non si ha palla si può cambiare calciatore con il pulsante. I calci si possono effettuare rasoterra oppure alti. Per rubare palla bisogna cercare di passarci sopra. I vari calci piazzati (punizione, angolo, rimessa dal fondo, rigori) si effettuano senza premere il pulsante di fuoco, correndo contro la palla nella direzione voluta.
I quattro videogiochi sono:
- 11-A-Side Soccer: il calcio a 11 con tutte le regole normali, inclusi i rigori; a quei tempi era ancora una possibilità offerta da pochi giochi[7].
- Indoor Soccer: simile al calcio a 5 al chiuso, ma la palla non può uscire dal campo, rimbalza sulle pareti e il gioco continua. Non è presente il fuorigioco, ma è fallo se un calciatore entra nella porta avversaria.
- Street Soccer: il calcio improvvisato per strada, su un'area di forma irregolare. Si gioca tra muri, staccionate e auto parcheggiate. Ci sono ben poche regole, la palla rimbalza sugli ostacoli e quasi non esistono i falli.
- Soccer Skills: il gioco di allenamenti. Si può scegliere tra varie prove, spesso con l'obiettivo di completarle nel minor tempo possibile. Alcune prove sono simili, come inquadratura, ai giochi di calcio della raccolta: dribblaggio tra i birilli, scatti di velocità (ottenuta smanettando i controlli), calci di rigore (tirando o parando). Altre sono prove in palestra, svolte con particolari controlli ripetitivi e con una barra dell'energia da tenere d'occhio: flessioni, addominali, sollevamento manubri, sollevamento bilancere, salto della sbarra (assente su Amstrad CPC).

L'edizione originale includeva un poster con vari calciatori famosi.